# إليزابيث فرازير
إليزابيث فرازير (بالإنجليزية: Elizabeth Fraser) هي مغنية بريطانية، ولدت في 29 أغسطس 1963 في Grangemouth ‏ في المملكة المتحدة.

## وصلات خارجية
- الموقع الرسمي
- إليزابيث فرازير على موقع IMDb (الإنجليزية)
- إليزابيث فرازير على موقع ميوزك برينز (الإنجليزية)
- إليزابيث فرازير على موقع إن إن دي بي (الإنجليزية)
- إليزابيث فرازير على موقع أول ميوزيك (الإنجليزية)
- إليزابيث فرازير على موقع ديسكوغز (الإنجليزية)
- إليزابيث فرازير على موقع قاعدة بيانات الفيلم (الإنجليزية)